# Nicușor Bancu
Nicușor Silviu Bancu (* 18. September 1992 in Crâmpoia, Kreis Olt) ist ein rumänischer Fußballspieler.

## Karriere

### Verein
Im Sommer 2011 wechselte Bancu zum FC Olt Slatina, wo er in den nächsten Jahren eine Vielzahl an Einsätzen in der zweiten Liga sammelte. Zur Saison 2014/15 wechselte er zur CS Universitatea Craiova, wo er noch bis heute spielt und mit der Mannschaft bislang zwei Mal den Pokal gewann. Hier nimmt er auch die Rolle des Kapitäns ein und ist mit großem Abstand der Spieler mit den meisten Einsätzen wettbewerbsübergreifend für den Klub.

### Nationalmannschaft
Sein Debüt für die rumänische A-Nationalmannschaft hatte er am 8. Oktober 2017, als er bei einem 1:1 gegen Dänemark in der Qualifikation für die Weltmeisterschaft 2018 zur 66. Minute für Constantin Budescu eingewechselt wurde. Im Folgejahr ging es für ihn mit zwei Freundschaftsspielen und Einsätzen bei der Nations League 2018/19 weiter. In der Qualifikation für die Europameisterschaft 2020 kam er in sechs der zehn möglichen Partien zum Einsatz und sammelte im Folgejahr weitere Einsätze in der Nations League 2020/21. Die WM-Qualifikation für das Turnier im Jahr 2022 bot für ihn dann fünf Einsätze, wobei sein Team nur knapp die Endrunde verpasste. Besser lief dies dann nach seinen Einsätzen in der Nations League 2022/23 in der Qualifikationsphase für die EURO 2024, wo er sechs Mal spielte und sich mit seinem Team als Gruppensieger für die Endrunde qualifizierte. Hier wurde er auch für den finalen Turnierkader nominiert.